# Bayonne
Bayonne /baˈjɔn/ (baskovsko in okcitansko-gaskonjsko Baiona; špansko Bayona) je pristaniško mesto in občina v jugozahodni francoski regiji Nova Akvitanija, podprefektura departmaja Pyrénées-Atlantiques. Leta 2008 je mesto imelo 44.506 prebivalcev.

## Geografija
Kraj leži v jugozahodni Franciji ob sotočju rek Nive in Adour, na zahodni meji med ozemljema Baskije in Gaskonje. Reka Nive ga loči na veliki Grand in mali Petit Bayonne, ki sta povezana med seboj s petimi mostovi. Tretji del, Saint-Esprit, se nahaja na severnem obrežju reke Adour. Od obale Biskajskega zaliva je oddaljen 5 km.

## Administracija
Bayonne je sedež treh kantonov:
- Kanton Bayonne-Sever (del občine Bayonne, občina Boucau: 20.186 prebivalcev),
- Kanton Bayonne-Vzhod (del občine Bayonne: 13.231 prebivalcev),
- Kanton Bayonne-Zahod (del občine Bayonne: 19.158 prebivalcev).

Mesto je prav tako sedež okrožja, v katerega so poleg njegovih vključeni še kantoni Anglet-Jug/Sever, La Bastide-Clairence, Biarritz-Vzhod/Zahod, Bidache, Espelette, Hasparren, Hendaye, Iholdy, Saint-Étienne-de-Baïgorry, Saint-Jean-de-Luz, Saint-Jean-Pied-de-Port, Saint-Palais, Saint-Pierre-d'Irube in Ustaritz z 273.728 prebivalci.

## Zgodovina
Na ozemlju Bayonna se je v 3. stoletju nahajal rimski castrum, imenovan Lapurdum.  
Do 12. stoletja je Bayonne postal pomembno trgovsko pristanišče. Kot delu Akvitanije mu je v letih 1151−1452 vladala Anglija, samo mesto pa je bila ključna točka na južnem koncu Angleškega kraljestva. Njegova pomembnost se je zmanjšala s francoskim zavzetjem mesta ob koncu stoletne vojne. Kmalu zatem je svoj tok spremenila reka Adour, s tem pa je bil Bayonne odrezan od morja. Francozi so zaradi njegove strateške lege v bližini španske meje leta 1578 z izkopom kanala ponovno preusmerili reko v svojo prvotno strugo. V 17. stoletju je bilo v Bayonnu in okoli njega zgrajenih več fortifikacij in Citadela arhitekta Vaubana.

## Znamenitosti
- gotska stolnica sv. Marije, Bayonne iz 13. do 14. stoletja, od 1862 francoski zgodovinski spomenik, od 1998 na Unescovem seznamu svetovne kulturne dediščine kot del romarske poti v Santiago de Compostela,
- cerkev sv. Duha, ostanek nekdanjega kolegiata, ustanovljenega pod Ludvikom XI.
- Vaubanove fortifikacije, citadela,
- mestni muzej Léon-Bonnat, imenovan po francoskem slikarju Bonnatu (1833-1922),

## Pobratena mesta
- Bayonne (New Jersey, ZDA),
- Daytona Beach (Florida, ZDA),
- Kutaisi (Gruzija),
- Pamplona (Španija),
- Veliko Trnovo (Bolgarija).

## Rojeni v Bayonnu
- Dominique Joseph Garat (1749–1833), zgodovinar in politik,
- Bernard Dubourdieu (1773–1811), francoski admiral,
- Charles-Martial Allemand-Lavigerie (1825–1892), francoski kardinal,
- Victor Bernard Derrecagaix (1833–1915), general, vojaški teoretik in vojaški zgodovinar,
- Michel-Laurent-Marie-Joseph Lafont (1874–1961), general,
- Jean-Baptiste-Emmanuel Molinié (1880–1971), general,
- René Cassin (1887–1976), nobelov nagrajenec za mir,
- Didier Deschamps (* 1968), nogometni igralec in trener.